# Legamento gastrocolico
Il legamento gastrocolico è una porzione del grande omento che si estende dalla maggiore curvatura dello stomaco al colon trasverso. Fa parte della parete anteriore della borsa omentale.
La divisione del legamento gastrocolico fornisce l'accesso al pancreas anteriore e alla parete posteriore dello stomaco. Questo è comunemente fatto per procedure di Whipple, pancreatectomia distale, alcune forme di bypass gastrico Roux-en-Y e laparotomia esplorativa.